# Cobitis strumicae
Cobitis strumicae es una especie de peces de la familia Cobitidae en el orden de los Cypriniformes.

## Reproducción
Es ovíparo.

## Morfología
• Los machos pueden llegar alcanzar los 7,5 cm de longitud total y las hembras 11.

## Hábitat
Vive en zonas de clima subtropical.

## Distribución geográfica
Se encuentra en Grecia Bulgaria y Turquía.